# Ocean Parkway Jewish Center
Ocean Parkway Jewish Center es una sinagoga histórica en Nueva York (Estados Unidos). Se encuentra situada en 550 Ocean Pkwy. en Kensington, en el distrito de Brooklyn. Fue construida entre 1924 y 1926 y es un edificio de estilo neoclásico revestido de piedra de tres plantas más sótano y ático. Tiene una adición de dos pisos. La fachada frontal presenta tres entradas con arcos de medio punto y el segundo y tercer piso están organizados como un frente de templo.
Fue incluida en el Registro Nacional de Lugares Históricos en 2009.

## Historia
La sinagoga fue fundada tras la fusión en 1924 de sus predecesoras, la Congregación de Kensington y el Centro Judío West Flatbush. Las dos sinagogas, ubicadas a unas dos cuadras de distancia entre sí (Ditmas y Dahill Roads, y East 2nd Street cerca de Ditmas, respectivamente) habían superado sus espacios y compraron siete lotes en Ocean Parkway inmediatamente dentro de un mes de unir fuerzas. El edificio se completó en 1926, a un costo total de alrededor de 450 000 dólares. En ese momento, se llamaba The Ocean Parkway Jewish Center of the First Congregation of Kensington Tiphereth Israel
El Centro Judío Ocean Parkway estuvo previamente afiliado al judaísmo conservador bajo el liderazgo de Rav Yakov Bosniak durante casi 30 años. Sus sermones durante la década de 1940 informaron a los feligreses sobre la catástrofe del Holocausto en Europa. La sinagoga es actualmente ortodoxa.